# VfR Hansa Elbing
VfR Hansa Elbing was een Duitse voetbalclub uit het Oost-Pruisische Elbing, dat tegenwoordig het Poolse Elbląg is.

## Geschiedenis
De club werd in 1910 opgericht als SV Hansa Elbing, later werd de naam VfR Hansa Elbing aangenomen. In 1914 nam de club deel aan de West-Pruisische eindronde en verloor met 14-1 van SV Marienwerder. In 1919/20 speelde de club tegen SV Viktoria Elbing voor een finale tegen de kampioen van Danzig, maar verloor deze met 2-0. Na dit seizoen werden de clubs uit Elbing overgeheveld naar de Oost-Pruisische competitie. In 1922 speelde de club daar in de hoogste klasse, die gedomineerd werd door stadsrivaal SV Viktoria Elbing. In 1926 werden de 7 Bezirksliga's afgeschaft en vervangen door de Ostpreußenliga, waar de club zich niet voor plaatste. In 1929 werden de clubs uit Elbing en omgeving overgeheveld naar de nieuwe Grensmarkse competitie, waar ook clubs uit Danzig en Pommeren speelden. De club speelde de volgende jaren in de schaduw van de stadsrivalen. Door de strenge winters in het Baltische gebied werd de competitie van 1932/33 in 1931 al begonnen en de geplande competitie van 1933/34 al in 1932. Nadat de NSDAP aan de macht kwam werd de competitie door heel Duitsland grondig geherstructureerd. De Gauliga Ostpreußen werd ingevoerd en het seizoen 1933/34, dat al begonnen was werd niet voltooid. Wel werd op basis van die eindrangschikking het aantal teams voor de Gauliga bepaald. Uit de Kreisliga Westpreußen plaatste enkel de kampioen zich en VfR Hansa ging nu in de Bezirksklasse spelen.
Na één seizoen degradeerde de club zelfs naar de Kreisklasse. De club kon onmiddellijk terug promotie afdwingen. Inmiddels was de competitie hervormd en speelden de clubs uit Gauliga en Bezirksklasse in één reeks, waarvan de top twee zich voor de eigenlijke Gauliga plaatste. Na een laatste plaats in 1937 werden ze voorlaatste in 1938. Hierna werd een Gauliga ingevoerd die uit één reeks bestond, waarvoor de club zich niet plaatste. Het volgende seizoen werden ze wel vicekampioen in hun reeks.
In 1939 fusioneerde de club voor één seizoen met SV Viktoria Elbing en Elbinger SV 05 en trad aan als SG Elbing. Dat seizoen werd niet afgemaakt door de slechte winter en na dit seizoen werd de fusie ontbonden.
Nadat West-Pruisen van Polen werd geannexeerd werd de Gauliga Danzig-Westpreußen opgericht en verkaste de club naar de tweede divisie van deze Gauliga. In 1940/41 werd de club gedeeld met Neufahrwasser vicekampioen achter Preußen Danzig dat het dubbel aantal punten had. Het volgende seizoen werd de club laatste en degradeerde. VfR Hansa slaagde er niet meer in te promoveren maar door de zware omstandigheden in de Tweede Wereldoorlog mocht de club in 1944/45 alsnog aantreden in de Gauliga, echter werd dit seizoen niet afgemaakt.
Na het einde van de Tweede Wereldoorlog werd Elbing Pools grondgebied en alle Duitse voetbalclubs werden ontbonden.